# (361) Bononia
(361) Bononia ist ein Asteroid jenseits des äußeren Hauptgürtels, der am 11. März 1893 vom französischen Astronomen Auguste Charlois am Observatoire de Nice bei einer Helligkeit von 12 mag entdeckt wurde.
Der Asteroid ist benannt mit dem lateinischen Namen sowohl für die Stadt Bologna in Nordmittelitalien als auch für Boulogne-sur-Mer, die französische Hafenstadt am Ärmelkanal. Julius Bauschinger, der Direktor des Astronomischen Rechen-Instituts in Berlin, veröffentlichte 1901 die Namen von 34 von Charlois entdeckten Asteroiden zwischen den Nummern (356) und (451). Im Text heißt es lediglich: „Nach Zustimmung des Herrn Charlois haben folgende von ihm entdeckten… Planeten nachstehende Namen erhalten.“ Es liegt daher nahe, dass die Namen vom Astronomischen Rechen-Institut ausgewählt wurden.
(361) Bononia wird zwar zu den Hauptgürtelasteroiden gezählt, bewegt sich aber weit außerhalb der Hecuba-Lücke und ist ein Mitglied der Hilda-Gruppe. Diese bewegt sich in einer 3:2-Bahnresonanz mit dem Planeten Jupiter um die Sonne. Obwohl der gegenseitige Bahnabstand (Minimum orbit intersection distance, MOID) von Jupiter und (361) Bononia mit einer Periodizität von etwa 2400 Jahren zwischen etwa 0,4 und 1,1 AE schwankte, sind sich die beiden Himmelskörper durch die Bahnresonanz in den vergangenen 10.000 Jahren nie näher gekommen als bis auf etwa 1,94 AE (290 Mio. km).

## Wissenschaftliche Auswertung
Aus Ergebnissen der IRAS Minor Planet Survey (IMPS) wurden 1992 erstmals Angaben zu Durchmesser und Albedo für zahlreiche Asteroiden abgeleitet, darunter auch (361) Bononia, für die damals Werte von 141,7 km bzw. 0,05 erhalten wurden. Eine Auswertung von Beobachtungen durch das Projekt NEOWISE im nahen Infrarot speziell für Mitglieder der Hilda-Gruppe führte 2012 zu vorläufigen Werten für den Durchmesser und die Albedo im sichtbaren Bereich von 154,3 km bzw. 0,04.
Eine spektroskopische Untersuchung von 820 Asteroiden zwischen November 1996 und September 2001 am La-Silla-Observatorium in Chile ergab für (361) Bononia eine taxonomische Klassifizierung als D-Typ.
Photometrische Messungen des Asteroiden fanden erstmals statt vom 31. März bis 2. April 1987 am McDonald-Observatorium in Texas. Aus der aufgezeichneten Lichtkurve wurde eine Rotationsperiode von 13,83 h abgeleitet. Aus Beobachtungen am 7. und 8. September 1992 am Calar-Alto-Observatorium in Spanien konnte zwar keine eigenständige Bestimmung einer Rotationsperiode erfolgen, aber die Lichtkurve passte zu der zuvor bestimmten Periode.
Eine Auswertung von archivierten Lichtkurven des United States Naval Observatory in Arizona und der Catalina Sky Survey führte in einer Untersuchung von 2016 erstmals zur Erstellung eines dreidimensionalen Gestaltmodells des Asteroiden für zwei alternative Positionen der Rotationsachse mit prograder Rotation und einer Periode von 13,80634 h.
Neue photometrische Messungen erfolgten wieder vom 16. bis 19. Oktober 2016 an der Palmer Divide Station des Center for Solar System Studies (CS3) in Colorado. Die Auswertung der gemessenen Daten konnte die früheren Ergebnisse mit einer Rotationsperiode von 13,79 h bestätigen, ebenso wie weitere Beobachtungen vom 26. bis 28. Januar 2018 am gleichen Ort mit einer abgeleiteten Periode von 13,835 h.
Im Jahr 2021 wurde aus archivierten Daten und photometrischen Messungen von Gaia DR2 erneut eine Rotationsachse mit prograder Rotation berechnet. Die Rotationsperiode wurde dabei zu 13,80638 h bestimmt. Zwischen 2012 und 2018 wurden mit der All-Sky Automated Survey for Supernovae (ASAS-SN) auch photometrische Daten von 20.000 Asteroiden aufgezeichnet. Auf mehr als 5000 davon konnte erfolgreich die Methode der konvexen Inversion angewendet werden, darunter auch (361) Bononia, für die in einer Untersuchung von 2021 ein verbessertes dreidimensionales Gestaltmodell für zwei alternative Rotationsachsen mit prograder Rotation und einer Periode von 13,8064 h berechnet wurde.
Aus archivierten Daten des Asteroid Terrestrial-impact Last Alert System (ATLAS) aus dem Zeitraum 2015 bis 2018 konnte in einer Untersuchung von 2022 mit der Methode der konvexen Inversion eine Rotationsperiode von 13,8062 h bestimmt werden.